# Dăbâca, Hunedoara
Dăbâca este un sat în comuna Toplița din județul Hunedoara, Transilvania, România. Se află în partea de vest a județului, în Munții Poiana Ruscă, pe Cerna.